# دران (کرمان)
دران (کرمان)، روستایی از توابع بخش مرکزی شهرستان کرمان در استان کرمان ایران است.
تفنگچيان اين روستا در زمان کریم خان زند به فرماندهی تقی خان درانی و با همراهي مردم كرمان عليه بي عدالتيهاي حاکم زند به نام خدا مراد خان قيام كردند و موفق شدند شهر کرمان را به تصرف درآورند. تقی خان درانی سه سال بر كرمان حكومت كرد و بارها سپاه اعزامی کریم خان زند را شکست سختی داد. وي سرانجام با خیانت اطرافیان دستگیر و تحویل کریم خان زند داده شد و توسط وی اعدام گردید.
رضا قلي خان هدايت در جلد ١٣ كتاب روضه الصفاي ناصري در وقايع كرمان در دوران زنديه از تقي خان دراني و يارانش به عنوان دليران كرماني نام مي برد

## جمعیت
این روستا در دهستان درختنگان قرار دارد و براساس سرشماری مرکز آمار ایران در سال ۱۳۸۵، جمعیت آن ۲۵۸ نفر (۶۲خانوار) بوده‌است.